# Coupe Davis 1905
Navigation
Édition précédente Édition suivante
La Coupe Davis 1905 est la cinquième du nom. L'épreuve masculine se déroule au Queen's, Londres, Angleterre Grande-Bretagne pour demi-finale, finale et challenge round.
Challenge round, le vainqueur de la Coupe Davis de l'année précédente affronte directement le finaliste de l'année en cours. 
L'Australasie est une combinaison entre l'Australie et la Nouvelle-Zélande.
Troisième victoire consécutive pour la Grande-Bretagne.

## Quarts de finale à finale
|  | Quarts de finale | Quarts de finale | Quarts de finale | Quarts de finale |             |             | Demi-finales   | Demi-finales   | Demi-finales   | Demi-finales   |  |  | Finale         | Finale         | Finale         | Finale         |
|  |                  |                  |                  |                  |             |             |                |                |                |                |  |  |                |                |                |                |
|  | ,                | ,                | ,                | ,                |             |             | 13 juillet 15, | 13 juillet 15, | 13 juillet 15, | 13 juillet 15, |  |  | 17 juillet 19, | 17 juillet 19, | 17 juillet 19, | 17 juillet 19, |
|  | ,                | ,                | ,                | ,                |             |             | 13 juillet 15, | 13 juillet 15, | 13 juillet 15, | 13 juillet 15, |  |  | 17 juillet 19, | 17 juillet 19, | 17 juillet 19, | 17 juillet 19, |
|  | France           | France           | -                | -                |             |             | 13 juillet 15, | 13 juillet 15, | 13 juillet 15, | 13 juillet 15, |  |  | 17 juillet 19, | 17 juillet 19, | 17 juillet 19, | 17 juillet 19, |
|  | France           | France           | -                | -                |             |             | 13 juillet 15, | 13 juillet 15, | 13 juillet 15, | 13 juillet 15, |  |  | 17 juillet 19, | 17 juillet 19, | 17 juillet 19, | 17 juillet 19, |
|  | BYE              | BYE              | -                | -                |             |             | 13 juillet 15, | 13 juillet 15, | 13 juillet 15, | 13 juillet 15, |  |  | 17 juillet 19, | 17 juillet 19, | 17 juillet 19, | 17 juillet 19, |
|  | BYE              | BYE              | -                | -                | France      | France      | 0              | 0              |                |                |  |  | 17 juillet 19, | 17 juillet 19, | 17 juillet 19, | 17 juillet 19, |
|  | ,                |                  |                  |                  | France      | France      | 0              | 0              |                |                |  |  | 17 juillet 19, | 17 juillet 19, | 17 juillet 19, | 17 juillet 19, |
|  |                  |                  | États-Unis       | États-Unis       | 5           | 5           |                |                |                |                |  |  | 17 juillet 19, | 17 juillet 19, | 17 juillet 19, | 17 juillet 19, |
|  | États-Unis       | États-Unis       | États-Unis       | États-Unis       | 5           | 5           | -              | -              |                |                |  |  | 17 juillet 19, | 17 juillet 19, | 17 juillet 19, | 17 juillet 19, |
|  | États-Unis       | États-Unis       | 13 juillet 15,   |                  |             |             | -              | -              |                |                |  |  | 17 juillet 19, | 17 juillet 19, | 17 juillet 19, | 17 juillet 19, |
|  | Belgique         | Belgique         | w/o              | w/o              |             |             |                |                |                |                |  |  | 17 juillet 19, | 17 juillet 19, | 17 juillet 19, | 17 juillet 19, |
|  | Belgique         | Belgique         | w/o              | w/o              | États-Unis  | États-Unis  | 5              | 5              |                |                |  |  |                |                |                |                |
|  | ,                |                  |                  |                  | États-Unis  | États-Unis  | 5              | 5              |                |                |  |  |                |                |                |                |
|  |                  |                  | Australasie      | Australasie      | 0           | 0           |                |                |                |                |  |  |                |                |                |                |
|  | bye              | bye              | Australasie      | Australasie      | 0           | 0           | -              | -              |                |                |  |  |                |                |                |                |
|  | bye              | bye              |                  |                  |             |             |                |                |                |                |  |  |                |                |                |                |
|  | Australasie      | Australasie      | -                | -                |             |             |                |                |                |                |  |  |                |                |                |                |
|  | Australasie      | Australasie      | -                | -                | Australasie | Australasie | 5              | 5              |                |                |  |  |                |                |                |                |
|  | ,                |                  |                  |                  | Australasie | Australasie | 5              | 5              |                |                |  |  |                |                |                |                |
|  |                  |                  | Autriche         | Autriche         | 0           | 0           |                |                |                |                |  |  |                |                |                |                |
|  | bye              | bye              | Autriche         | Autriche         | 0           | 0           | -              | -              |                |                |  |  |                |                |                |                |
|  | bye              | bye              |                  |                  |             |             |                | -              |                |                |  |  |                |                |                |                |
|  | Autriche         | Autriche         | -                | -                |             |             |                |                |                |                |  |  |                |                |                |                |
|  | Autriche         | Autriche         | -                | -                |             |             |                |                |                |                |  |  |                |                |                |                |
|  |                  |                  |                  |                  |             |             |                |                |                |                |  |  |                |                |                |                |

## Demi-finale
Lieu:Tournoi du Queen's, Londres, Grande-Bretagne
du 13 juillet au 15 juillet

### première
France -  États-Unis 0-5
- 1 Maurice Germot (France) - Holcombe Ward(usa) (V) 2-6 2-6 1-6
- 2 Max Decugis (France)-William Clothier (usa)(V)-3-6 4-6 4-6
- 3 Max Decugis(France) Maurice Germot(France) --Holcombe Ward (usa)Beals Wright(usa)(V)- 2-6 2-6 2-6
- 4 Max Decugis(France) -Holcombe Ward(usa)(V)- 2-6 2-6 1-6
- 5 Maurice Germot(France) -William Clothier(usa)(V)- |3-6 |7-5 |1-6 |3-6

### deuxième
Autriche - Australasie 0-5
- 1 Rolf Kinzl (autriche) - Norman Brookes (Australasia) (V) 0-6 1-6 2-6
- 2 Kurt von Wessely(autriche) -Anthony Wilding (Australasia)(V) 6-4 3-6 5-7 1-6
- 3 Rolf Kinzl(autriche) Kurt von Wessely (autriche)--Norman Brookes (Australasia)Alfred Dunlop(Australasia)(V) 7-9 2-6 5-7
- 4 Kurt von Wessely(autriche) -Norman Brookes (Australasia)(V) 0-6 2-6 2-6
- 5 Rolf Kinzl (autriche)-Anthony Wilding(Australasia) (V)3-6 6-4 2-6 4-6

## Finale
Lieu:Tournoi du Queen's, Londres, Grande-Bretagne
du 17 juillet au 19 juillet
 États-Unis - Australasie 5-0
- 1 Beals Wright (usa) (V)- Norman Brookes (Australasia) 12-10 5-7 12-10 6-4
- 2 William Larned(usa) (V)- Anthony Wilding (Australasia) 6-3 6-2 6-4
- 3 Holcombe Ward(usa) Beals Wright(usa)(V) --Norman Brookes (Australasia)Alfred Dunlop (Australasia) 6-4 7-5 5-7 6-2
- 4 Beals Wright(usa) (V)-Anthony Wilding(Australasia) 6-3 6-3
- 5 William Larned(usa)(V)-Norman Brookes(Australasia) 14-12 6-0 6-3

## Challenge round
Lieu:Tournoi du Queen's, Londres, Grande-Bretagne
du 21 juillet au 24 juillet
 Royaume-Uni -  États-Unis 5-0
- 1 Hugh Lawrence Doherty (gbr) (V)- Holcombe Ward (usa) 7-9 4-6 6-1 6-2 6-0
- 2 Sydney Smith (gbr)(V) - William Larned (usa) 6-4 6-4 5-7 6-4
- 3 Reginald Frank Doherty Hugh Lawrence Doherty(V) -- Holcombe Ward(usa) Beals Wright (usa)8-10 6-2 6-2 4-6 8-6
- 4 Hugh Lawrence Doherty (gbr)(V)- William Larned (usa) 6-4 2-6 6-8 6-4 6-2
- 5 Sydney Smith (gbr)(V)-William Clothier (usa) 6-1 6-4 6-3